# Wendell Anderson
Wendell Richard „Wendy” Anderson (Saint Paul, Minnesota, 1933. február 1. – Saint Paul, 2016. július 17.) olimpiai és világbajnoki ezüstérmes (1956) jégkorongozó, az Amerikai Egyesült Államok szenátora (Minnesota, 1976–1978).

## Élete
A Minnesotai Egyetem csapatában a Minnesota Golden Gophersben jégkorongozott. Az 1956-os olimpián tagja volt az ezüstérmes amerikai válogatottnak. Az olimpia után belépett az amerikai hadseregbe, ahol gyalogsági tisztként szolgált. 1960-ban a Minnesotai Egyetemen szerzett jogi diplomát.
1962 és 1970 között a minnesotai szenátus tagja volt és közben ügyvédként is tevékenykedett. 1970. november 3-án választották meg Minnesota kormányzójává, majd 1974-ben ismét győzni tudott. 1976-ban az alelnökké választott Walter Mondale helyére került az amerikai szenátusba és a kormányzóságról lemondott. 1978-ban elvesztette a szenátusi választást és visszatért az ügyvédi munkához.

## Sikerei, díjai
- Olimpiai játékok
  - ezüstérmes: 1956, Cortina d’Ampezzo
- Világbajnokság
  - ezüstérmes: 1956